# サウス・ブリスベン
サウス・ブリスベン（South Brisbane）は、ブリスベン川の南岸に位置するオーストラリア連邦クイーンズランド州ブリスベンの郊外地域である。
ヴィクトリア・ブリッジ、グッドウィル・ブリッジにより CBD に連絡されている。
- 地域行政 (LGA)：ブリスベン市議会, Dutton Park Ward
- 人口：3,829人（2004年, ABS 統計  )
- 郵便番号：4101
- 面積：2.0 km²

## 歴史
- 1884年に建設が開始
- 1988年、ブリスベン国際レジャー博覧会が開催される。後に会場跡地がサウスバンク・パークランズになる

## 交通
- サウス・ブリスベン駅
- サウスバンク駅
- メイターヒル バス停留所
- シティキャット停泊場

## 設置物
- サウスバンク・パークランズ

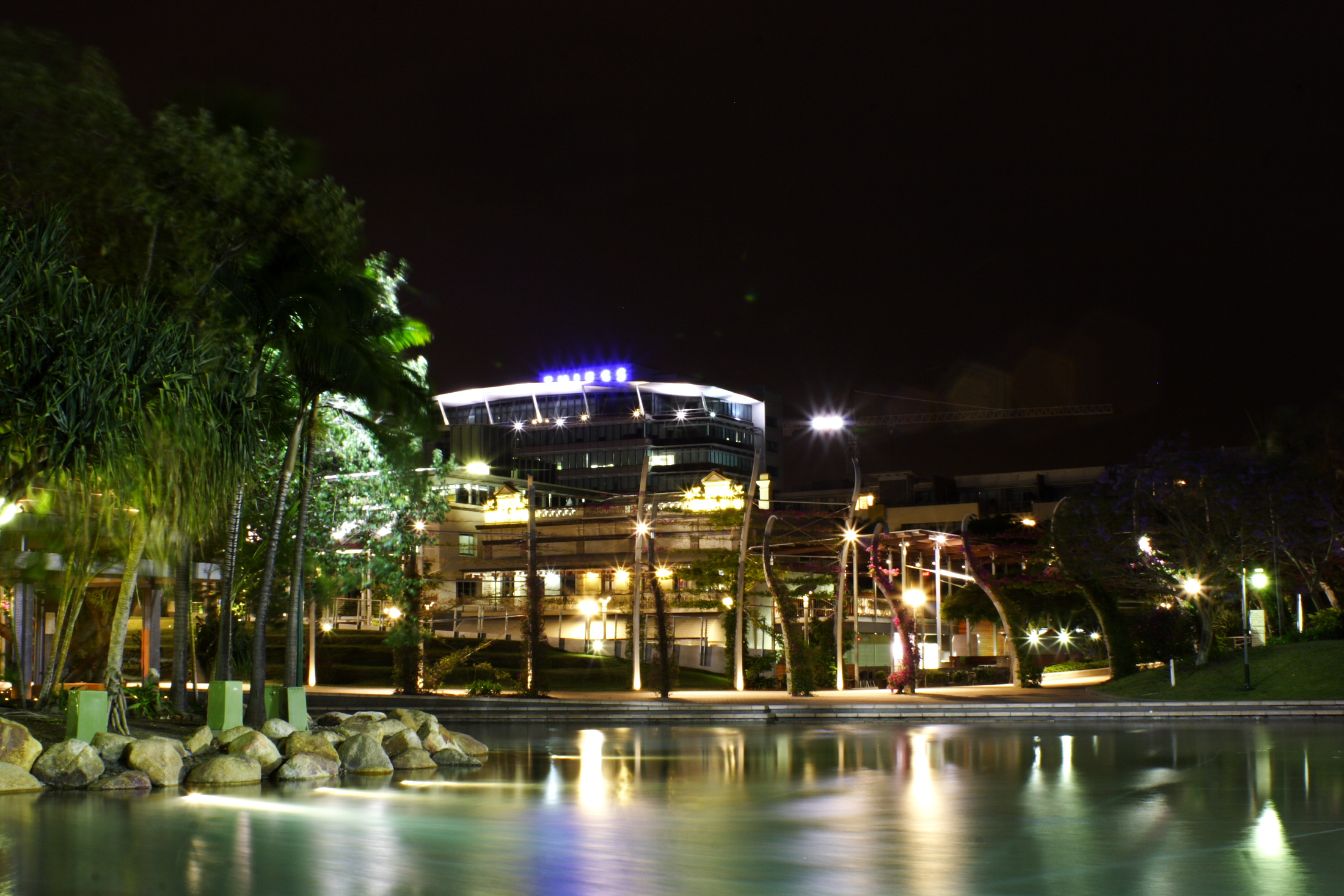
サウスバンク・ラグーン

- Queensland Cultural Centre
- クイーンズランド州立図書館
- クイーンズランド博物館
- クイーンズランド美術館
- Queensland Maritime Museum

- Queensland Performing Arts Centre
- South Bank Cinemas
- Brisbane Convention & Exhibition Centre,

- - Queensland Conservatorium Griffith University (グリフィス大学)
  - Queensland College of Art (グリフィス大学)

- Southbank Institute of TAFE（TAFE）
- Mater Health Services
- キャンベラ大学 ブリスベンキャンパス